# Provincia de Surat Thani
Surat Thani (del thai: จังหวัดสุราษฎร์ธานี) es una provincia del Reino de Tailandia.

## Geografía
Geográficamente, el centro de la provincia es la llanura costera del río Tapi, en su mayoría de pastizales intercambiados con árbol de caucho y plantaciones de coco. En el oeste están las montañas de piedra caliza de la cordillera de Phuket, en su mayoría cubiertas de bosques. El parque nacional de Khao Sok se encuentra en estas montañas. Al este las colinas de Nakhon Si Thammarat (o Bantat) comienzan a subir montañas, sector protegido en el Parque nacional de Tai Rom Yen. Los principales ríos de la provincia de Surat Thani son el Tapir y el Phum Duang, que se unen en la ciudad Tha Kham poco antes de que desemboquen en la bahía de Bandon. El delta de los ríos, conocido localmente como Nai Bang (ในบาง), está situado al norte de la ciudad de Surat Thani. Se compone de varios canales con las pequeñas islas en su mayoría cubiertas por manglares o huertos.

## División administrativa
Surat Thani se encuentra subdividida en 19 distritos (amphoe) a su vez en 131 subdistritos (tambon) y 1 028 villas (muban).
- 1. Mueang Surat Thani
- 2. Kanchanadit
- 3. Don Sak
- 4. Ko Samui
- 5. Ko Pha Ngan
- 6. Chaiya
- 7. Tha Chana
- 8. Khiri Rat Nikhom
- 9. Ban Ta Khun
- 10. Phanom
- 11. Tha Chang
- 12. Ban Na San
- 13. Ban Na Doem
- 14. Khian Sa
- 15. Wiang Sa
- 16. Phrasaeng
- 17. Phunphin
- 18. Chai Buri
- 19. Vibhavadi

## Demografía
La provincia abarca una extensión de territorio que ocupa una superficie de unos 12 891.5 km², y posee una población de 990.592 personas (según las cifras del censo realizado en el año 2000). Si se consideran los datos anteriores se puede deducir que la densidad poblacional de esta división administrativa es de setenta y ocho habitantes por kilómetro cuadrado aproximadamente.